# البريد الأوكراني
خدمة البريد الأوكراني (بالأوكرانية: Укрпошта) شركة مساهمة، هي شركة خدمات بريدية مملوكة للدولة، تابعة لوزارة البنية التحتية الأوكرانية، وهي مزود وطني للخدمات البريدية.

## الخدمات
وتضم الشركة 29 فرعاً رئيسي، في عام 2016 ، شحنت أوكربوشتا أكثر من 700 مليون طرد دولي. تمثل الخدمات المالية ما يقرب من نصف إيرادات الشركة، وهي الشركة الرائدة في أوكرانيا في تقديم المعاشات التقاعدية والفواتير وقبول المدفوعات. في نفس الوقت، للشركة 11700 مكتب بريد